# Jōhatsu
Jōhatsu (japanisch 蒸発, auf Deutsch etwa „Verflüchtigung“ oder „Verdampfung“) ist ein japanischer Begriff und beschreibt Menschen, die absichtlich ohne jede Spur aus ihrem Alltagsleben verschwinden. Obwohl dieses Phänomen weltweit beobachtet werden kann, wird es häufig aufgrund kultureller Umstände in Bezug auf Japan diskutiert. Dabei beschreibt das Wort sowohl das Phänomen des absichtlichen Verschwindens als auch die verschwundenen Personen selbst.

## Entstehungsgeschichte des Begriffs
Der Begriff wurde erstmals in den 1960er-Jahren verwendet. Er wurde zunächst genutzt, um Menschen zu beschreiben, die aus unglücklichen Ehen fliehen wollten, anstatt einen Scheidungsprozess durchlaufen zu müssen. Das so genannte „verlorene Jahrzehnt“ (jap. 失われた10年 Ushinawareta Jūnen) führte zu einem rasanten Anstieg des Phänomens Jōhatsu und einer signifikanten Erhöhung der Suizidrate in Japan, nachdem viele Salarymen infolge der Finanzkrise in Japan ab den 1990er-Jahren ihre Arbeit verloren und Schulden anhäuften.

## Gesellschaftlicher Hintergrund
Es gibt Theorien, die besagen, dass das Phänomen durch die harte Arbeitskultur Japans in Zusammenspiel mit mangelnder familiärer und gesellschaftlicher Unterstützung begünstigt wird. Zudem wird das Kündigen bei einem Unternehmen in der japanischen Gesellschaft als schambehaftet betrachtet. Als potentielle Folgen wurden Suizid, Tod durch Überarbeitung (Karōshi) und das absichtliche Verschwinden (Jōhatsu) festgestellt. Letzteres erspare der Familie des Verschwundenen finanzielle Schäden, die durch einen Suizid entstehen würden, wie etwa Schulden, Aufräumkosten oder Servicestörungsgebühren.
Es wird theorisiert, dass ähnliche gesellschaftliche Drucksituationen zu einem Anstieg des Hikikomori-Phänomens und einer erhöhten Suizidrate führen könnte.

## Verbreitung
In Japan gilt Jōhatsu wie Suizid als ein Tabuthema in Diskussionen. Es wurde geschätzt, dass jährlich bis zu 100.000 japanische Menschen verschwinden, wobei die Dunkelziffer höher liegen dürfte. Im Jahr 2015 registrierte die nationale Polizeibehörde 82.000 vermisste Personen, wovon 80.000 bis zum Ende des Jahres ausfindig gemacht werden konnten. Im Vergleich dazu wurde im gleichen Jahr 300.000 Vermisstenfälle im Vereinigten Königreich verzeichnet. Eine Vermisstendatenbank existiert in Japan nicht.

## Mögliche Beweggründe
Beweggründe, die Menschen zum Verschwinden animieren, können vielfältig sein. Als mögliche Gründe wurden Depressionen, Sucht, Beziehungsprobleme, Arbeitslosigkeit oder aber auch der Wunsch nach Isolation aufgezählt. Jōhatsu wird auch genutzt, um vor häuslicher Gewalt, Spielschulden, Sekten, Stalkern oder Arbeitskollegen zu fliehen. Die Scham vor dem Verlust der Arbeitsstelle, die Scheidung einer Ehe oder das Nichtbestehen von Prüfungen können Menschen dazu motivieren, verschwinden zu wollen.
In manchen Fällen dient Jōhatsu für die verschwundene Person als Neuanfang. Wenn Personen verschwinden, lassen sie ihren Besitz, ihre Familie, ihre Arbeit, ihren Namen zurück und ändern ab und zu ihr Aussehen.

## Industrie
In Japan existieren so genannte „Nachtfluchtunternehmen“ (夜逃げ屋 Yonige-ya), die Menschen beim Verschwinden unterstützen. Die Unternehmen, die derartige Dienstleistungen anbieten, sind relativ einfach erreichbar und besitzen eigene Internetauftritte. Die Nutzungsgebühr für die Dienstleistungen von Yonige-ya können je nach Umfang zwischen 50.000 und 300.000 Yen (zwischen rund 300 und 1.800 Euro) betragen. Weitere Faktoren, die zum Preis beitragen sind die Größe des Besitzes, die Distanz zwischen altem Wohnort und neuem Wunschort, die Tageszeit, ob andere Personen – wie etwa Kinder – einbezogen werden sollen und ob der Klient vor Schuldeneintreibern flieht. Manchmal verschwinden Menschen ohne die Nutzung eines Nachtfluchtunternehmens. Es gibt Ratgeberliteratur, die erklären, wie man Jōhatsu erfolgreich planen und durchführen kann.
Um verschwundene Menschen aufzuspüren, werden meist Privatdetektive beauftragt. Manchmal werden gesuchte Menschen in Pachinko-Hallen oder in Billighotels aufgefunden. Ab und zu können Jōhatsu nur noch tot aufgefunden werden. San’ya, eine Gegend bei Taito, Tokio, in der viele Tagelöhner leben, wurde als beliebtes Versteck für Jōhatsu beschrieben. Eine andere Gegend, in der Menschen ohne Personalausweis leben können, ist Kamagasaki in Osaka. Diese Gegenden werden als Yakuza-Hochburgen beschrieben. In vielen Fällen ist es, nicht zuletzt aufgrund des strikten Datenschutzrechtes, nahezu unmöglich, verschwundene Menschen aufzuspüren.

## In den Medien
Der im Jahr 1967 veröffentlichte Film A Man Vanishes (人間蒸発 Ningen jōhatsu) des japanischen Regisseurs Shōhei Imamura erzählt pseudodokumentarisch das Verschwinden eines einfachen Salaryman und die Suche nach diesem mithilfe einer Angehörigen. Im November des Jahres 2024 erschien die Dokumentation Jōhatsu – Die sich in Luft auflösen des deutschen Dokumentarfilmers Andreas Hartmann in Zusammenarbeit mit Arata Mori. In diesem Film interviewten die beiden Menschen, die in dem Phänomen involviert sind, sowie Betreiber bestehender Yonige-ya-Unternehmen. Der Film feierte auf dem Internationalen Dokumentarfilmfestival 2024 in München Premiere und gewann den Hauptpreis des VIKTOR DOK.international. Am 8. November 2024 wird im Rahmen des Tallinn Black Nights Film Festival der Thriller Jōhatsu der litauischen Regisseure Lina Lužytė und Nerijus Milerius aufgeführt.
Der auf Ibiza lebende Electronic-Produzent Mark Barrott veröffentlichte im Jahr 2023 das Album Jōhatsu, welche ursprünglich als Original Soundtrack für einen japanischen Dokumentarfilm gedacht war.

## Weiterführende Literatur
- Léna Mauger, Stéphane Remael: The Vanished: The "Evaporated People" of Japan in Stories and Photographs. Skyhorse Publishing, New York City 2016, ISBN 978-1-5107-0826-6, S. 272 (englisch, französisch: Les Evaporés du Japon. 2014. Übersetzt von Brian Phalen).
- Carla König: Jouhatsu. The Evaporating People of Japan. In: The Perspective Magazine. Band 01/2021, Nr. 1. Lund, Schweden, S. 76, 50–53 (englisch, Online).
- Andrew Zoll: Jouhatsu Part 2. Tracking Down Those Who Do Not Want to Be Found. In: The Perspective Magazin. Band 01/2021, Nr. 1. Lund, Schweden, S. 76, 55–58 (englisch, Online).
- Hiroki Nakamura: Positioning the Concept of Missing --Focusing on the Recent Studies on Missing and Their Points of View. In: Kyoto-Universität (Hrsg.): 社会システム研究. Band 21, 2018, 191–206, doi:10.14989/230660 (japanisch, Originaltitel: [論説] 行方不明の概念をどのように位置づけるべきか --近年の行方不明研究の動向とその論点の整理を中心に--.).
- Philippe Wellnitz: Les disparus du Japon dans la littérature francophone contemporaine À propos des Evaporés de Thomas B. Reverdy et des Eclipses japonaises d'Eric Faye. In: Université Paul Valéry Montpellier III (Hrsg.): Alternative Francophone. Band 2, Nr. 9, 2021, 40–55, doi:10.29173/af29428 (französisch).